# Friedl Münzer
Friedl Münzer, geborene Frieda Münzer, auch Friedel Münzer, (geboren 4. September 1892 in Wien, Österreich-Ungarn; gestorben 13. Januar 1967 in Köln, Deutschland) war eine österreichische Schauspielerin und Hörspielsprecherin. 40 Jahre lang gehörte sie dem Ensemble des Kölner Schauspielhauses an. Während der NS-Zeit musste sie jahrelang untertauchen.

## Biographie

### Die ersten Jahre in Köln und NS-Zeit
Friedl Münzer stammte aus einer Familie mit sieben Kindern; ihre Mutter war eine Tante des Geigers Fritz Kreisler. Mit 14 Jahren begann sie ihre Schauspielausbildung am Lehrinstitut für Musik und dramatische Kunst Lutwak-Patonay in Wien, die sie im September 1909 beendete. Einer ihrer Lehrer war der Burgschauspieler Karl Baumgartner. Noch vor Beendigung ihrer Ausbildung bekam sie 1909/10 ihr erstes Engagement am Stadttheater Mährisch-Ostrau. Dort stand sie neben Irene Triesch in Ibsens Die Frau vom Meer auf der Bühne. 1910/11 spielte sie am Deutschen Theater in Teschen, wo sie im September 1910 in dem Stück Des Meeres und der Liebe Wellen von Grillparzer debütierte und einen „glänzenden Erfolg“ errang. 1911/12 spielte sie am Volkstheater München, am Hoftheater Weimar 1913/14 sowie am Schauspielhaus Bremen 1916/17. Anschließend gastierte sie in Berlin im Theater an der Königgrätzer Straße. Dort sah sie Fritz Rémond, Direktor der Vereinigten Cölner Stadttheater, in einem Einakter von Schnitzler und in dem Lustspiel Die verlorene Tochter von Ludwig Fulda.
1921 berichtete das Neue Wiener Tageblatt von ihrem ersten Auftritt in Köln. Münzer verkörperte „mit dem berückenden Rot ihrer Haare (keine Perücke!)“ als erste Schauspielerin in Köln die Lulu in Wedekinds Erdgeist, die mit „scharfer Charakteristik“ und der „Anmut ihrer Erscheinung“ den „Beifall des verwöhnten Publikums“ gefunden habe. 1923 war sie in Köln mit dem Vorleseabend Von Goethe bis Wedekind im Kölner Dischsaal erfolgreich.
1926 wurde Friedl Münzer von Rémond an das Schauspielhaus Köln geholt, nachdem sie wegen bestehender Verträge in Berlin zunächst nur Gastspiele in Köln hatte geben können. Später umschrieb Kölns Generalintendant Arno Assmann die Bandbreite ihres schauspielerischen Wirkens: „Sie begann als Naive, wurde jugendliche Salon-Dame, später Erste Salon-Dame und weitete den Horizont ihrer Möglichkeiten bis ins Charakterfach.“ Bei einer Aufführung von Schillers Don Karlos wünschte sich der Gaststar Heinrich George die „kleine Rothaarige“ in der Rolle der Prinzessin Eboli. Ab 1929 engagierte sie sich in der Gemeinschaft Deutscher und Oesterreichischer Künstlerinnenvereine aller Kunstgattungen (GEDOK) Köln und trat bei verschiedenen Veranstaltungen als Rezitatorin auf. Sie war schon 1930 in der Stadt so populär, dass man die „liebreizende Künstlerin“ engagierte, um das Kölner Sechstagerennen in der Rheinlandhalle anzuschießen.
1933 wurde die protestantisch getaufte Münzer wegen ihrer jüdischen Herkunft vom Schauspiel Köln entlassen. Ihren letzten Auftritt hatte sie in dem Stück Achtung! Frisch gestrichen von René Fauchois; in der Tat habe eine „neue Farbe“ das Land überzogen, sagte sie später. Anschließend war sie beim Jüdischen Kulturbund Rhein-Ruhr als „Mittelpunktschauspielerin“ tätig, obwohl sie als Konvertitin eher als Außenseiterin galt. 1933 stand sie als Manitschka in Semen Juschkewitschs Sonkin und der Haupttreffer auf der Bühne der Bürgergesellschaft am Appellhofplatz oder in der Rheinlandloge. Als Gast spielte sie auch beim Jüdischen Kulturbund Hamburg (in den Jahren 1936 und 1938) und beim Jüdischen Kulturbund Berlin (Juni 1939). In den damals erscheinenden jüdischen Zeitungen (Jüdische Rundschau, CV-Zeitung) fand sie wiederholt Erwähnung als Schauspielerin, deren „kecker Witz, weiblicher Reiz“ und „sprudelnde Vitalität“ bekannt sei. 1938 wurde sie aus der Reichstheaterkammer ausgeschlossen. Anschließend tauchte sie unter und überlebte die NS-Zeit. Kölner Freunde von ihr kamen in diesen Jahren ums Leben, wie etwa der Fotograf Albert Capell, der auch als Statist am Theater gearbeitet hatte und im Juli 1944 im KZ Auschwitz ermordet wurde.
Der Journalist und Autor Wilhelm Unger, der selbst wegen seiner jüdischen Herkunft hatte emigrieren müssen, schrieb 1966: „Aber 1933 musste auch sie, die inzwischen schon eine Kölner Institution, ein Stück Kölner Seele geworden war, unsere Bühne verlassen und auf Reisen gehen. ‚Untertauchen‘ – welch schreckliches Wort!“ Wo sich Friedl Münzer bis 1945 versteckt aufhielt, ist unbekannt, da sie darüber später nicht öffentlich sprach. Sie erinnere sich aber an jene Jahre „nicht mit Bitterkeit“, sagte sie.

### Nach 1945
Nach Kriegsende im Jahre 1945 kehrte Friedl Münzer in das Kölner Schauspielensemble zurück: „Als Wilhelm Pilgram und Garg mich 1945 fragten: ‚Machst du wieder mit, Friedl?‘ habe ich mir gedacht: ‚Wovon reden die Dummen eigentlich.‘ Als ob ich je fort gewesen wäre! Als ob ich nicht immer – Tag für Tag – dabeigewesen wäre!“ Als erste Premieren standen Shakespeares Sommernachtstraum mit Münzer als Titania und das Singspiel Im weißen Rößl, in dem sie an der Seite von Paul Bürks die Wirtin Josepha spielte, auf dem Spielplan. Da die beiden Kölner Theatergebäude im Krieg zerstört worden waren, fanden die Proben in der Flora statt; gespielt wurde in der Aula der Universität.
In den folgenden Jahren war Münzer vielseitig tätig. Neben ihrer Arbeit in Köln, wo sie in den fünfziger Jahren unter anderem in Stücken von Strindberg, Brecht und Ostrowski auftrat, gastierte sie in anderen Theater wie etwa 1956 bei den Schwetzinger Festspielen in Figaros Hochzeit als Marzelline, in einer Inszenierung von Herbert Maisch, mit René Deltgen als Figaro und Romuald Pekny als Graf. In Köln beeindruckte sie mit ihrer Darstellung der Mutter von Anne Frank in dem Stück Tagebuch der Anne Frank von Albert Hackett und Frances Goodrich, „geprägt von eigener Erfahrung“.
Vom WDR wurde sie zwischen 1950 und 1966 für über 100 Hörspiele engagiert. Dabei stand sie unter anderem mit Peer Schmidt, Peter René Körner, Louise Martini, Richard Münch, Hermann Lenschau, Helmut Käutner, Alf Marholm und vielen anderen Schauspielgrößen vor dem Mikrofon. 1958 war sie mit Willy Millowitsch am Hörspiel Watt litt uns an zehntausend Daler?, 1963 an einem Pumuckl-Hörspiel beteiligt. Sie gab auch Schauspielunterricht, eine ihrer Schülerinnen war Tana Schanzara.
1962 wurde Friedl Münzer Ehrenmitglied des Kölner Ensembles. Sie wurde mit dem Großen Ehrenzeichen der GDBA ausgezeichnet (Jahr unbekannt). Sie war Schiedsrichterin der Bühnengenossenschaft für Nordrhein-Westfalen, Mitglied im Personalrat der Kölner Theater sowie im Vorstand des Bühnenversorgungswerk für die Bundesrepublik. Auch wurde sie zur Ehrenpräsidentin des Bühnen-Sport-Clubs ernannt und äußerte den Wunsch, einmal als Schiedsrichterin ein Fußballspiel zu leiten. Anlässlich ihrer 40-jährigen Zugehörigkeit zum Kölner Schauspiel erschien 1966 im Kölner Stadt-Anzeiger die Serie „Zwölf Männer und ich. Friedl Münzer erzählt aus ihrem Theaterleben“, wobei es sich bei den Männern um die zwölf Intendanten handelte, unter denen sie in Köln gespielt hatte; private Dinge gab sie nicht preis. Eine Schilderung der Zeit nach 1933 wurde mit dem kurzen Satz „Der Rest ist Schweigen“ umgangen.
Im September 1966 hatte Münzer ihre letzte Premiere, als Lady Bracknell in Oscar Wildes Bühnenstück Bunbury, eine Rolle, die sie sich zu ihrem 40-jährigen Jubiläum gewünscht hatte. Zu dieser Aufführung kamen Familienangehörige aus Wien, Genf, Paris und Peru angereist; von ihren sechs Geschwistern lebten noch zwei Schwestern. Im Januar 1967 starb sie im Alter von 74 Jahren in einem Kölner Krankenhaus. Sie lebte zuletzt gemeinsam mit ihrer Schwester Steffi in Köln-Bayenthal und war nicht verheiratet. Eine Ehe, so ihre Meinung, hätte unweigerlich das Ende ihrer Bühnenlaufbahn bedeutet.
Friedl Münzer wurde auf dem Kölner Südfriedhof beerdigt, das Grab ist nicht mehr existent. Ihr zu Ehren fand rund eine Woche nach der Beerdigung eine Trauerfeier in den Kölner Kammerspielen statt, wo sie wenige Wochen zuvor noch selbst auf der Bühne gestanden hatte. Arno Assmann, Oberbürgermeister Theo Burauen und ihr Schauspielkollege Kaspar Brüninghaus hielten dabei Reden. Burauen sagte über sie: „Die Verbindung von Charme und Humor, ihr Wiener Ursprung und die kölnisch-rheinische Beifügung fanden in ihr eine einmalige Verkörperung.“ Er erwähnte auch, dass Münzer über diese „für sie schrecklichen und gefahrvollen Jahre“ nicht gesprochen habe, aber „beredt“ werden konnte, „wenn sie von den vielen sprach, die ihr damals beigestanden haben“. Brüninghaus ergänzte: „Selbst härteste berufliche Arbeit, die sie mit beispielgebendem Fleiß erfüllte, hätte sie nicht von ihren sozialen Bemühungen zurückhalten können. Was sie tat, tat sie mit Freude und großer Tatkraft, – wenn es nötig wurde, ohne sich selbst zu schonen.“ Die Reden wurden in einem Büchlein auf Büttenpapier veröffentlicht.
Nach ihrem Tod erschien 1967 in dem Buch Köln wie es schreibt & isst von Peter Fuchs ein Beitrag von Friedl Münzer, in dem sie über ihre Kölner Lieblingslokale schrieb mit den einführenden Worten: „Ich liebe Köln, ich liebe unsere Kölner Bühnen, ich liebe gutes Essen.“

## Filmographie
- 1960: Zum Geburtstag (Fernsehfilm; Regie: Imo Moszkowicz)
- 1960: Die Träume von Schale und Kern (Fernsehfilm; Regie: Imo Moszkowicz)
- 1964: Sicher ist sicher (Fernsehfilm; Regie: Kurt Wilhelm)
- 1965: Dreizehn bei Tisch (Fernsehfilm; Regie Wolfgang Liebeneiner)
- 1965: Südsee-Affaire (Fernsehfilm; Regie: Kurt Wilhelm)